# Torcello
Torcello je ostrov v Itálii. Nachází se v severní části Benátské laguny, má rozlohu 0,44 km² a žije na něm jedenáct obyvatel (rok 2020). Maximální nadmořská výška činí dva metry.
Na ostrově se usadili v roce 452 uprchlíci z města Altinum vypleněného Huny, osídlení Torcella je tedy starší než samotné Benátky. Obyvatelé se zabývali pěstováním zeleniny a vinné révy, rybolovem a chovem ovcí, hlavními produkty byla vlna a sůl. V desátém století zde žilo okolo dvaceti tisíc obyvatel a existovala samostatná diecéze, zanášení laguny bahnem a epidemie moru a malárie však vedly počátkem novověku k vylidnění ostrova.
Torcello je sídlem archeologického muzea a je hojně navštěvováno turisty. Nejdůležitější památkou je katedrála Santa Maria dell’Assunta ze 7. století, přestavěná v 11. století Orsem Orseolem a proslulá svými mozaikami a lebkou svaté Cecilie. Jedním z mála dokladů byzantské architektury na italském území je kostel Santa Fosca a cennou ukázkou dobového stavitelství je most Ponte del Diavolo z patnáctého století. Restaurace Locanda Cipriani je spojena s pobytem Ernesta Hemingwaye na ostrově.